# Abdoul Camara
Abdoul Razzagui Camara (Mamou, 1990. február 20. –) guineai francia guineai válogatott labdarúgó, az En Avant de Guingamp csatára, de a francia klub középpályásként is bevetheti.

## Pályafutása

### A válogatottban
2012. január 24-én játszott először a guineai válogatottban a 2012-es Afrika-kupán.
Pályafutása során Camara a francia ifjúsági válogatottban is játszott. 2007-ben az U17-es válogatottat képviselte az U17-es világbajnokságon.